# Radomierzyce (powiat wrocławski)
Radomierzyce (niem. Dürrjentsch) – wieś w Polsce położona w województwie dolnośląskim, w powiecie wrocławskim, w gminie Siechnice.
W latach 1975–1998 miejscowość administracyjnie należała do województwa wrocławskiego. W 1937 władze zmieniły historyczną nazwę Dürrjentsch na Riembergshof.
Radomierzyce mają wspólne ze znajdującymi się pół kilometra na południe Biestrzykowem sołectwo. Obie wsie graniczą na wschodzie z Żernikami Wrocławskimi i Iwinami i leżą tuż za południową granicą Wrocławia.
W latach 90. XX wieku w Radomierzycach, obok dotychczasowych domów podwrocławskich właścicieli gospodarstw ogrodniczych zaczęły powstawać podmiejskie wille, a później także domy wielorodzinne w zabudowie bliźniaczej oraz zabudowa dwulokalowa.
Z Radomierzyc pochodził wrocławski rzeźbiarz Richard Schipke (1874-1932), profesor Miejskiej Szkoły Rękodzielnictwa i Przemysłu Artystycznego.